# غوستا فيرنر
غوستا فيرنر (بالسويدية: Gösta Werner)‏ (و. 1908 – 2009 م) هو مخرج أفلام، وكاتب سيناريو، ومؤلف، ومؤرخ، وأستاذ جامعي، وكاتب، ومخرج سويدي، توفي في ستوكهولم، عن عمر يناهز 101 عاماً.

## وصلات خارجية
- غوستا فيرنر على موقع IMDb (الإنجليزية)
- غوستا فيرنر على موقع ألو سيني (الفرنسية)
- غوستا فيرنر على موقع أول موفي (الإنجليزية)
- غوستا فيرنر على موقع قاعدة بيانات الأفلام السويدية (السويدية)
- غوستا فيرنر على موقع قاعدة بيانات الفيلم (الإنجليزية)
- غوستا فيرنر على موقع كينوبويسك (الروسية)